# Bata Živojinović

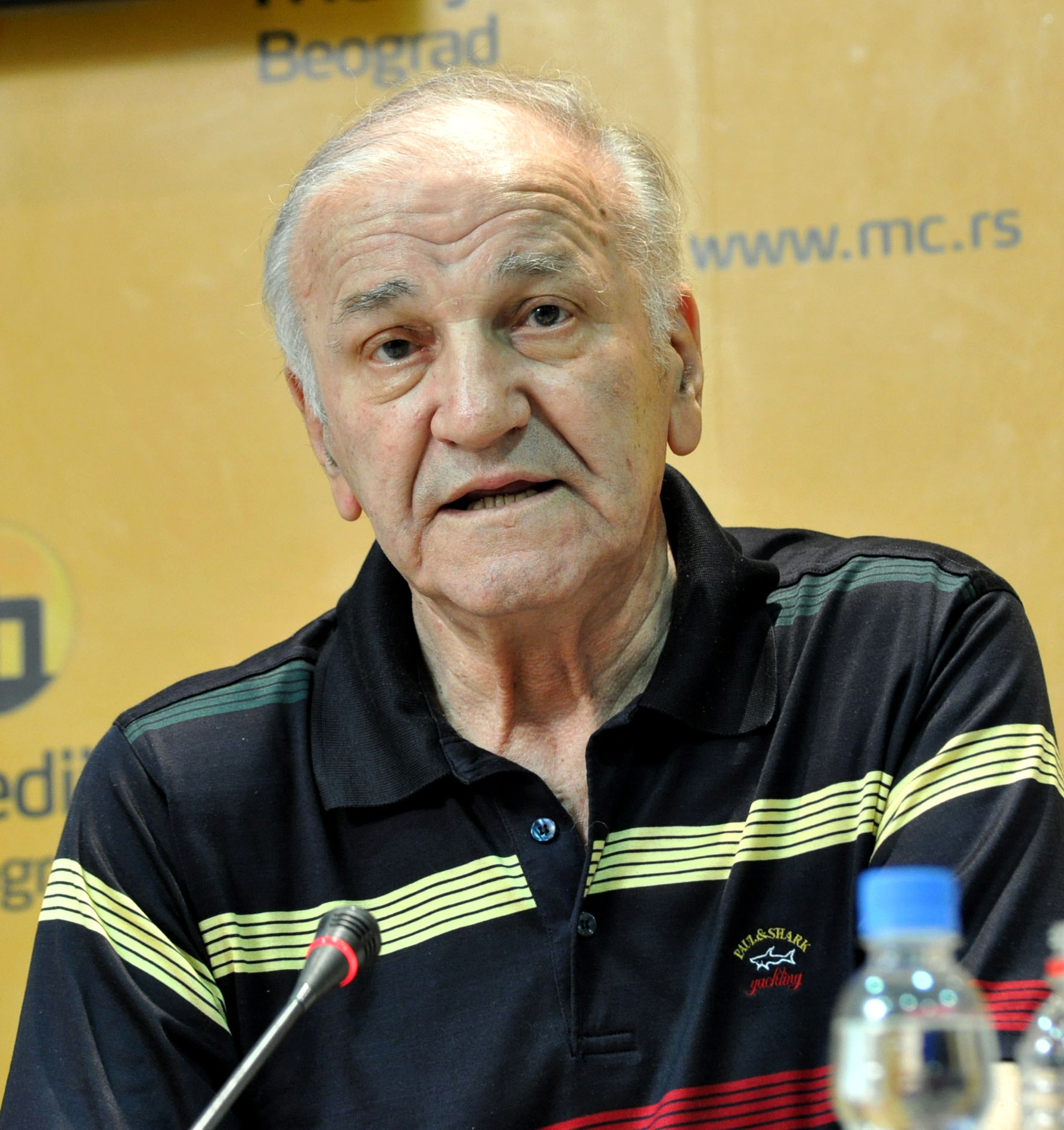
Bata Živojinović nel 2008

Velimir "Bata" Živojinović (in serbo Велимир "Бата" Живојиновић?; Koraćica, 5 giugno 1933 – Belgrado, 22 maggio 2016) è stato un attore e politico serbo.

## Biografia
Nato nel villaggio di Koraćica, sobborgo di Mladenovac, studia recitazione a Niš, Novi Sad e all'Accademia di Arte Drammatica di Belgrado. Debutta al cinema nel 1955 partecipando al film Pesma sa Kumbare, il primo di una lunghissima carriera di più di 330 film e serie televisive. Živojinović raggiunge l'apice della popolarità negli anni '70, recitando ruoli in alcuni film sulla seconda guerra mondiale, il cui più noto è quello del partigiano Valter in Valter difende Sarajevo (1972).
Si aggiudica per tre volte (1965, 1967 e 1972) il premio Arena d'Oro al Festival del cinema di Pola, il riconoscimento più prestigioso del cinema jugoslavo, e nel 1979 vince il premio di migliore attore al Festival del Cinema di Mosca per il film Tren. 
Nel 1990 viene eletto al Parlamento Serbo come membro del Partito Socialista di Serbia. Nel settembre 2002 si candida alle elezioni presidenziali serbe, ottenendo il 3,27% dei voti. 

## Filmografia parziale
- Il vendicatore (Dubrowsky), regia di William Dieterle (1959)
- Tre (Tri), regia di Aleksandar Petrović (1965)
- Ho incontrato anche zingari felici (Skupljaci perja), regia di Aleksandar Petrović (1967)
- Piove sul mio villaggio (Bice skoro propast sveta), regia di Aleksandar Petrović (1968)
- La battaglia della Neretva (Bitka na Neretvi), regia di Veljko Bulajić (1969)
- Valter difende Sarajevo (Valter brani Sarajevo), regia di Hajrudin Krvavac (1972)
- Il maestro e Margherita (Maestro i Margarita), regia di Aleksandar Petrović (1972)
- La quinta offensiva (Sutjeska), regia di Stipe Delić (1973)
- Wehrmacht i giorni dell'ira (Partizani), regia di Stole Janković (1974)
- Tren, regia di Stole Janković (1978)
- Poseban tretman, regia di Goran Paskaljević (1980)
- E... la vita è bella (Zivot je lep), regia di Boro Drasković (1985)
- Ricordi di guerra - serie TV (1988-1989)
- Lepa sela lepo gore, regia di Srđan Dragojević (1996)
- La polveriera (Bure baruta), regia di Goran Paskaljević (1998)
- Cinema Komunisto, regia di Mila Turajlić (documentario, 2011)